# Gab (socialt nätverk)

Gabs textlogo

Gab är en tjänst i form av ett socialt medium, känt för sin högerextrema användarbas. Sidan har marknadsförts som ett alternativ till Facebook, Twitter och Reddit. Gab beskrivs som en "fristad" för extremister så som nynazister, vit makt-anhängare, alt-högern och konspirationsteoretiker inom Qanon-rörelsen, och har lockat användare och grupper som blockerats från att redigera på andra sociala medier och användare som söker alternativ till de vanliga sociala medieplattformarna. Under 2020 började Facebook och Twitter strama åt reglerna vilket har gjort att högerextremister börjat röra sig till Gab. Enligt Gab så att de arbetar för att främja yttrandefrihet, individuell frihet och "det fria flödet av information online", något som kritiserats som en täckmantel för dess extremistiska ekosystem.  Antisemitism finns som ett framträdande innehåll och företaget själv har enagerat sig i antisemitiska kommenterarer på Twitter.  Forskare har konstaterat att Gab "upprepade gånger [har] kopplats till radikalisering som lett till våldhändelser i verkligheten".
Användarna kan läsa och skriva meddelanden på upp till 300 tecken, så kallade "gabs".
Företaget som tillhandahåller tjänsten är baserat i Austin, Texas, USA.

## Användare och innehåll
Tjänsten används omfattande för att diskutera nyheter, världshändelser och ämnen relaterade till politik.:7 Grundaren Andrew Torba uppger att platformen är öppen och avsedd för alla. Torba medger att användarbasen lutar åt höger, vilket även forskning publicerad 2018 visade.:3 Torba tror dock att Gab kan vara ett alternativ för vissa av Bernie Sanders anhängare som upplevde sig förtryckta och censurerade under primärvalet 2016. Enligt Torba hade sajten 1 000 000 användare i juni 2019.
Enligt en amerikansk studie som genomfördes mellan 2016 och 2018 lockade sajten vid den tiden anhängare inom den alternativa högern, konspirationsteorier och troll. Samma studie konstaterade att förekomsten av hatiska inlägg var högre än på Twitter. Sedan Twitter och Facebook börjat strama upp sina regler har allt fler högerextremister börjat röra sig till Gab.
Användarna med flest följare  (jan 2020) var Milo Yiannopoulos (71 000), PrisonPlanet (88 000) och Andrew Torba (171 000).:3 Andra användare med många föjare var Mike Cernovich, Stefan Molyneux, Ann Coulter och Lauren Southern.:3
De 10 vanligaste orden i användarbeskrivningarna var (2017)::4

1. maga (4,35%)
2. twitter (3,62%)
3. trump (3,53%)
4. conservative (3,47%)
5. free (3,08%)
6. love (3,03%)
7. people (2,76%)
8. life (2,70%)
9. like (2,67%)
10. man (2,49%)

## Finansiering
Tjänsten har ingen reklam utan finansieras genom donationer och avgifter på premiumtjänster.:2

## Övrigt
Gab ligger även bakom tilläggsprogrammet Dissenter, med vilket användare kan kommentera innehåll på vilken URL som helst.